# Saryarka
Saryarqa — Estepes e Lagos do Cazaquistão Setentrional é uma parte dos Planaltos Cazaques (conhecida em Cazaque como Saryarqa, ou "faixa amarela"), que foi designado como Patrimônio Mundial pela UNESCO. Foi inscrito em 7 de julho de 2008, e é o único patrimônio natural mundial, no Cazaquistão.
O sitio inclui a Reserva Natural Estadual de Naurzum (localizado na Província Kostanay e a Reserva Natural Estadual Korgalzhyn (localizado na Província Aqmola). A reserva contém duas zonas úmida, que servem como importantes pontos de parada para aves migratórias provenientes de África, Europa e Ásia Meridional. Estima-se que 15-16 milhões de aves, incluindo muitas espécies ameaçadas, utilizam o sitio para se alimentar no terreno. Os flamingos cor rosa, em particular, são uma grande atração na Reserva Korgalzhyn.
O local também é a casa de fauna comumente encontrados no Estepe Cazaque, incluindo marmotas, lobos, e os ameaçados Saiga.

## Ligações Externas
- Saryarka – Steppe and Lakes of Northern Kazakhstan UNESCO
- Photos of Saryarka and other 2008 natural World Heritage sites International Union for Conservation of Nature